# Тиранов Олексій Васильович
Тиранов Олексій Васильович (1808, м. Бежецьк Тверської губернії — 3 серпня 1859, м. Кашин Тверської губернії) — російський художник.

## З біографії
Народився Олексій Тиранов у міщанській сім'ї у містечку Бежецьк Тверської губернії. Він навчався у повітовому училищі та відзначився успіхами у малюванні. Коли директора училища перевели до Твері, він узяв із собою малого Олексія, бо, як він уважав, у хлопця є талант живописця. Втім в Тверській гімназії Тиранов провчився лише рік, і коли його покровителя перевели на службу до іншої губернії, хлопець, не маючи власних коштів для продовження навчання, пішки повернувся до рідного Бежецька.
У Бежецьку Олексій працював разом зі старшим братом Михайлом в іконописній майстерні, котра належала останньому.
Згодом брати отримали замовлення для написання ікон для монастиря Миколо-Теребеневська пустинь у Вишньоволоцькому повіті Тверської губернії. Там роботи Тиранова побачив академік живопису О. Г. Венеціанов. Венеціанов дуже високо оцінював здібності юного художника. Він узяв Олексія до себе в учні в живописну школу, а згодом клопотав, щоб Тиранова прийняли слухачем в Академію мистецтв в Петербурзі.

## Творчість

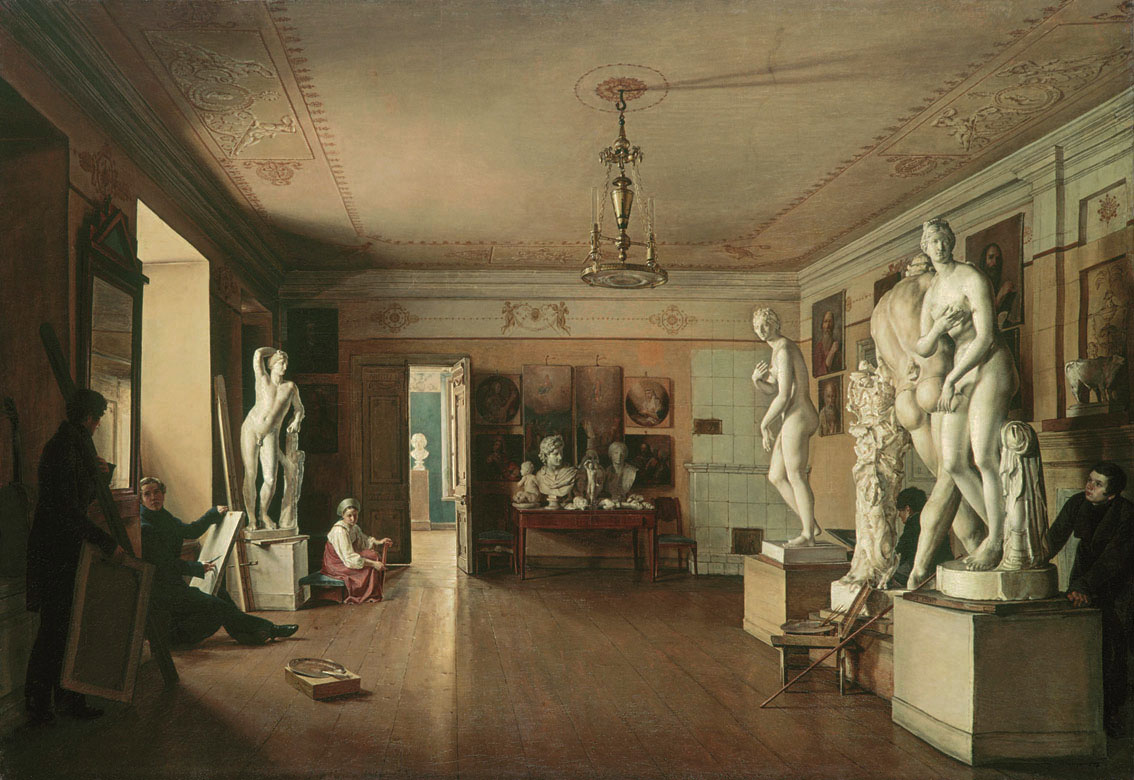
Алєксєєв О. О. Майстерня О. Г. Венеціанова (1827, на полотні художник Тиранов зображений справа, біля скульптури)